# Los Alamitos (Aguascalientes)
Los Alamitos, antes llamada Cunquian del Río, es una localidad del estado mexicano de Aguascalientes. Es parte del municipio de Tepezalá.

## Demografía
| Gráfica de evolución demográfica |
|                                  |

| Censo | Población |
| ----- | --------- |
| 1900  | 180       |
| 1910  | 291       |
| 1921  | 169       |
| 1930  | 281       |
| 1940  | 101       |
| 1950  | 212       |
| 1960  | 325       |
| 1970  | 399       |
| 1980  | 538       |
| 1990  | 718       |
| 2000  | 864       |
| 2010  | 911       |
| 2020  | 1 197     |